# Сант'Ана Арези
Сант'Ана Арези (итал. Sant'Anna Arresi) је насеље у Италији у округу Карбонија-Иглесијас, региону Сардинија.
Према процени из 2011. у насељу је живело 1543 становника. Насеље се налази на надморској висини од 83 м.

## Становништво
Према резултатима пописа становништва 2011. у општини је живело 2.712 становника.
| 1931. | 1936. | 1951. | 1961. | 1971. | 1981. | 1991. | 2001. | 2011. |
| ----- | ----- | ----- | ----- | ----- | ----- | ----- | ----- | ----- |
| 1.030 | 1.213 | 1.607 | 1.890 | 2.013 | 2.304 | 2.516 | 2.583 | 2.712 |